# ПИКО процес
ПИКО процес (од енглеског PICO) или оквир је мнемоника која се користи у пракси заснованој на доказима (посебно у медицини заснованој на доказима) да би се уоквирила и одговорила клиничка питања или питања везана за здравствену заштиту. ПИКО оквир се такође користи да би се развиле стратегије за претрагу литературе, на пример у систематичним прегледима. ПИКО акроним се односи на:
- П - Пацијент, проблем или популација
- И - Интервенција
- К - Компарација, контрола или упоређивач[5]
- О - Исход(и) (на пример бол, несвестица, мучнина, инфекције, смрт)

Алтернативе као што су SPICE или PECO (између осталог) се такође могу користити. Неки аутори сугеришу да се додају Т и С, са следећим значењем:
- Т - Време, дужина или датум публикације (на пример - мерено на једномесечној контроли, публиковано између 1990 и 2000)
- С - Врста студије (на пример - рандомизована контролисана студија, кохортна студија)

## Примери
Клиничко питање "Код деце са главобољом, да ли је парацетамол ефективнији од плацеба против бола?"
- Популација - Деца са главобољама; кључне речи = деца + главобоља
- Интервенција - Парацетамол; кључна реч = парацетамол
- Компарација са - Плацебом; кључна реч = плацебо
- Исходи од значаја - Бол; кључна реч = бол

Pubmed стратегија за претрагу: деца главобоља парацетамол плацебо бол